# Linkenheim-Hochstetten
Linkenheim-Hochstetten ist eine Gemeinde im Landkreis Karlsruhe in Baden-Württemberg. Sie liegt etwa 15 Kilometer nördlich von Karlsruhe.

## Geographie

### Gemeindegliederung
Die Gemeinde Linkenheim-Hochstetten besteht aus den ehemaligen Gemeinden Hochstetten und Linkenheim. Zur ehemaligen Gemeinde Hochstetten gehört das Dorf Hochstetten. Zur ehemaligen Gemeinde Linkenheim gehören das Dorf Linkenheim und das Haus Forsthaus. Im Gebiet der ehemaligen Gemeinde Hochstetten liegt die abgegangene Ortschaft Ovestat, die 1103 erwähnt wurde, möglicherweise jedoch mit Hochstetten identisch ist. Im Gebiet der ehemaligen Gemeinde Linkenheim liegen die Wüstungen Wanesheim (Wansheim) und teilweise auch in der Gemeinde Frecanstetten bzw. Frechstatt.

## Prähistorie, Römische Kaiserzeit und Frühmittelalter

### Neolithikum
Die früheste Besiedlung der Gemarkung Linkenheim-Hochstetten geht wohl bereits in das Neolithikum zurück. Als Beweis für frühe menschliche Aktivitäten können zwei Steinartefakte gelten. Beim ersten handelt es sich um ein Steinbeil aus Amphibolit, welches 1985 in Hochstetten gefunden wurde. 1993 wurde ein weiteres Steinbeil aus grünlichem Silitstein im Osten der Linkenheimer Gemarkung gefunden. Besonders daran ist dessen Herkunft. Diese Gesteinsart stammt ursprünglich aus dem Südschwarzwald oder dem Schiefergebirge. Beile aus Stein sind jedoch nicht die einzigen Zeugen des Neolithikums. Aus den Baggerseen Rohr- und Streitköpfle sind eine Vielzahl von Geweihhacken und anderen knöchernen Artefakten bekannt.

### Bronzezeit

#### Frühbronzezeit
Aus der Bronzezeit gibt es nur wenige Funde, darunter ein Randleistenbeil aus Bronze, welches im Hardtwald westlich von Linkenheim gefunden wurde. Das Stück ist heute in der Dauerausstellung des Badischen Landesmuseums zu betrachten.

#### Spätbronzezeit/Urnenfelderzeit
Von den für die Urnenfelderzeit typischen Vasenkopfnadeln sind zwei Stücke aus dem Baggersee Rohrköpfle bekannt.

### Eisenzeit
Ein besonderes Stück aus der jüngeren vorrömischen Eisenzeit stellt ein verzierter Gürtelhaken aus Bronze dar, der ein Bestandteil der keltischen Frauentracht war.

### Römische Zeit
Bisher beschränken sich die Hinterlassenschaften auf der Gemarkung Linkenheim-Hochstetten auf Einzel- oder Verlustfunde. Ab der Römerzeit lassen sich jedoch erstmals auch Siedlungsreste und andere Bauwerke nachweisen. So verläuft östlich der Doppelgemeinde im Hardtwald in einer Nord-Süd-Achse eine Römerstraße. Es handelt sich dabei um einen heute noch im Gelände erkennbaren Wall aus Erde und Kies, welcher noch bis zu 50 cm hoch erhalten ist. Veranlasst wurde der Bau dieser Straße 74 n. Chr. von Kaiser Vespasian. Die Straße führte von Offenburg über Ladenburg (Lopodunum) nach Mainz (Mogontiacum) als Hauptstadt der römischen Provinz Germania superior.
Die römische Anwesenheit unter der Herrschaft von Vespasian belegt neben der Römerstraße auch ein Denar mit seinem Bildnis aus dem Baggersee Rohrköpfle. Neben weiteren 96 Münzen fanden sich hier römische Fibeln (zum Beispiel Kniefibel), ein goldener Ohrring, Fingerringfragmente (zum Teil mit Inschrift) sowie mehrere Bronzegefäße, darunter eine Kasserolle, eine Schale und ein Hemmoorer Eimer.
Nördlich der Gemeinde Hochstetten, unter dem heutigen Industriegebiet, direkt an der Gestadtekante entdeckte Albrecht Bonnet 1898 eine kleine Ansiedlung aus vier Hütten, welche zwischen 1898 und 1900 ausgegraben wurde. Nach Bonnet handelt es sich dabei um Hütten, die zum Teil in den Boden eingetieft waren und eine Größe von bis zu 3,80 m × 2,10 m erreichten. Die Keramikfunde zeugen von einer langen Besiedlungsdauer der Siedlung, welche wohl mit der verkehrsgünstigen Lage zusammenhängt. Es ist möglich, dass die Siedlung einen Fährübergang über den Rhein kontrollierte, über den Töpferwaren aus Rheinzabern (Tabernae) in das rechtsrheinische Gebiet gelangten.

### Frühmittelalter
Neuste Funde zeigen, dass diese kleine Siedlung scheinbar auch im Frühmittelalter weiterhin eine wichtige Rolle gespielt hat. Nach einem kleinen Hiatus nach dem Abzug der Römer im 4. Jahrhundert scheint die Siedlung im späten 7. Jahrhundert wieder besiedelt worden zu sein. Davon zeugen Stücke der frühen älteren gelben Drehscheibenware, einer Keramikart, die links und rechts des Rheins sowie im mittleren Neckarraum verbreitet ist. Die feintonige Beschaffenheit sowie bestimmte Dekore der Hochstettener Stücke deuten auf eine Herkunft aus Töpfereien im nördlichen Elsass hin.
Einen weiteren Hinweis auf nachantike Besiedlung brachte neben diesen Funden der älteren gelben Drehscheibenware ein Silberdenar von Kaiser Ludwig dem Frommen, dem Sohn und Nachfolger Karls des Großen. Dieser Denartyp wurde 822 n. Chr. von Ludwig dem Frommen eingeführt, der sich durch immer häufiger auftretende Fälschungen gezwungen sah, den vorhergegangenen Typ mit mehrzeiligem Münzstättennamen und kaiserlicher Titulatur zu verrufen. Aller Wahrscheinlichkeit nach stammt der Denar aus der Münzstätte von Dorestad, einem bedeutenden karolingerzeitlichen Handelszentrum in den nördlichen Niederlanden. Er ist der erste einschlägige Fund am Oberrhein. Eine Ausgrabung des Regierungspräsidiums Karlsruhe (Referat 26: Archäologische Denkmalpflege) im Jahre 2008 erbrachte weitere Gebäudegrundrisse und erhärtete den Verdacht auf eine mittelalterliche Siedlung.
Im Rohrköpfle fanden sich darüber hinaus einige eindrucksvolle Stücke aus dem Frühmittelalter, darunter Teile von Pferdezaumzeug, wie zwei Schrägrandbügel aus Eisen mit feinen Tauschierungen aus Silber. Hier wurde auch ein weiterer Silberdenar aus der Kölner Münze geborgen.

## Geschichte

### Linkenheim
Die erste urkundliche Erwähnung Linkenheims findet sich im Jahre 777 in einem Güterverzeichnis des Klosters Lorsch.
Linkenheim hatte ursprünglich eine rein bäuerliche Struktur. Während der Industrialisierung im Deutschen Kaiserreich begann ein wirtschaftlicher Aufschwung, da vorwiegend in Karlsruhe viele Arbeitsplätze entstanden. Von da an stieg die Bevölkerungszahl stetig.
1827 wurde im Zuge der Rheinbegradigung von der Lautermündung bis Roxheim der Verlauf des Rheins bei Linkenheim korrigiert. Die früheren Rheinschleifen sind auf Satellitenbildern noch gut zu erkennen und sind teilweise als Gewässer in Form von Bade- und Anglerseen erhalten.

### Hochstetten
Hochstetten war zunächst ebenfalls ein rein bäuerliches Dorf. Die Nähe der Stadt Karlsruhe veranlasste jedoch die Bauern früh, sich auf den Anbau von Gemüse und Tabak zu spezialisieren. Vor dem Ersten Weltkrieg war der Ort für den Spargelanbau bekannt.
Die endgültige Wandlung des einstigen Bauern- und Arbeiterdorfes zur heutigen Wohngemeinde begann in der Zeit nach 1945. Dies wurde durch die Entstehung der Möbelfabrik (Imkereibedarf und Küchenmöbel) „Husser“ eingeleitet. Besondere Dynamik im Ortswachstum brachte der Aufbau des Kernforschungszentrums und des Euratom-Forschungszentrums im südlich benachbarten Leopoldshafen ab Mitte der 1960er Jahre.

### Linkenheim-Hochstetten
Am 1. Januar 1975 schlossen sich die bis dahin selbstständigen Gemeinden Linkenheim und Hochstetten zur neuen Gemeinde Linkenheim-Hochstetten zusammen. Der Zusammenschluss erfolgte im Zuge der Gemeindereform in Baden-Württemberg.
Im Jahr 1989 erhielt die Gemeinde mit der Stadtbahn (Linie S1/S11) einen Anschluss an das Öffentliche Verkehrsnetz der Stadt Karlsruhe (KVV).

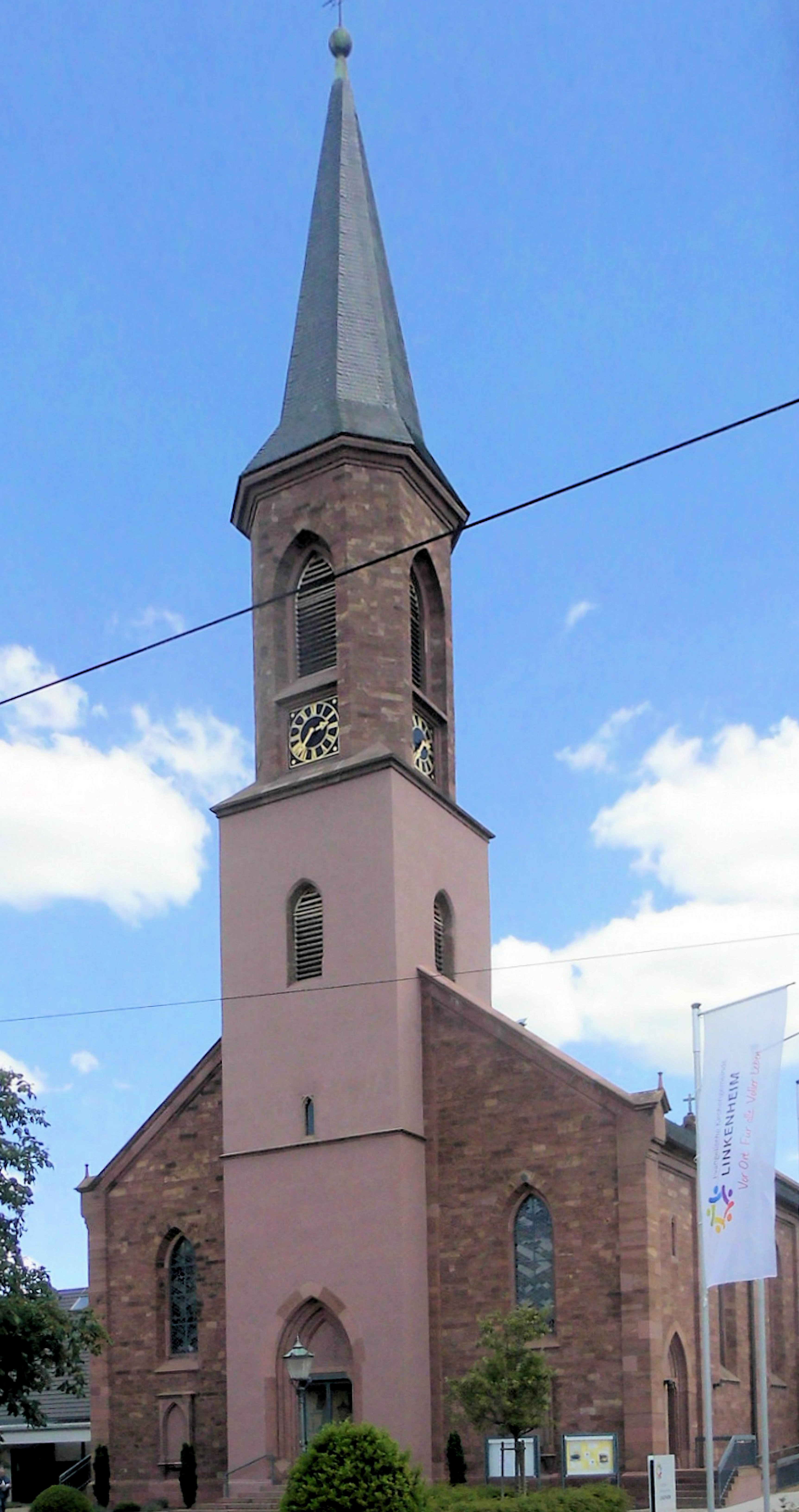
Evangelische Kirche Linkenheim

## Religionen

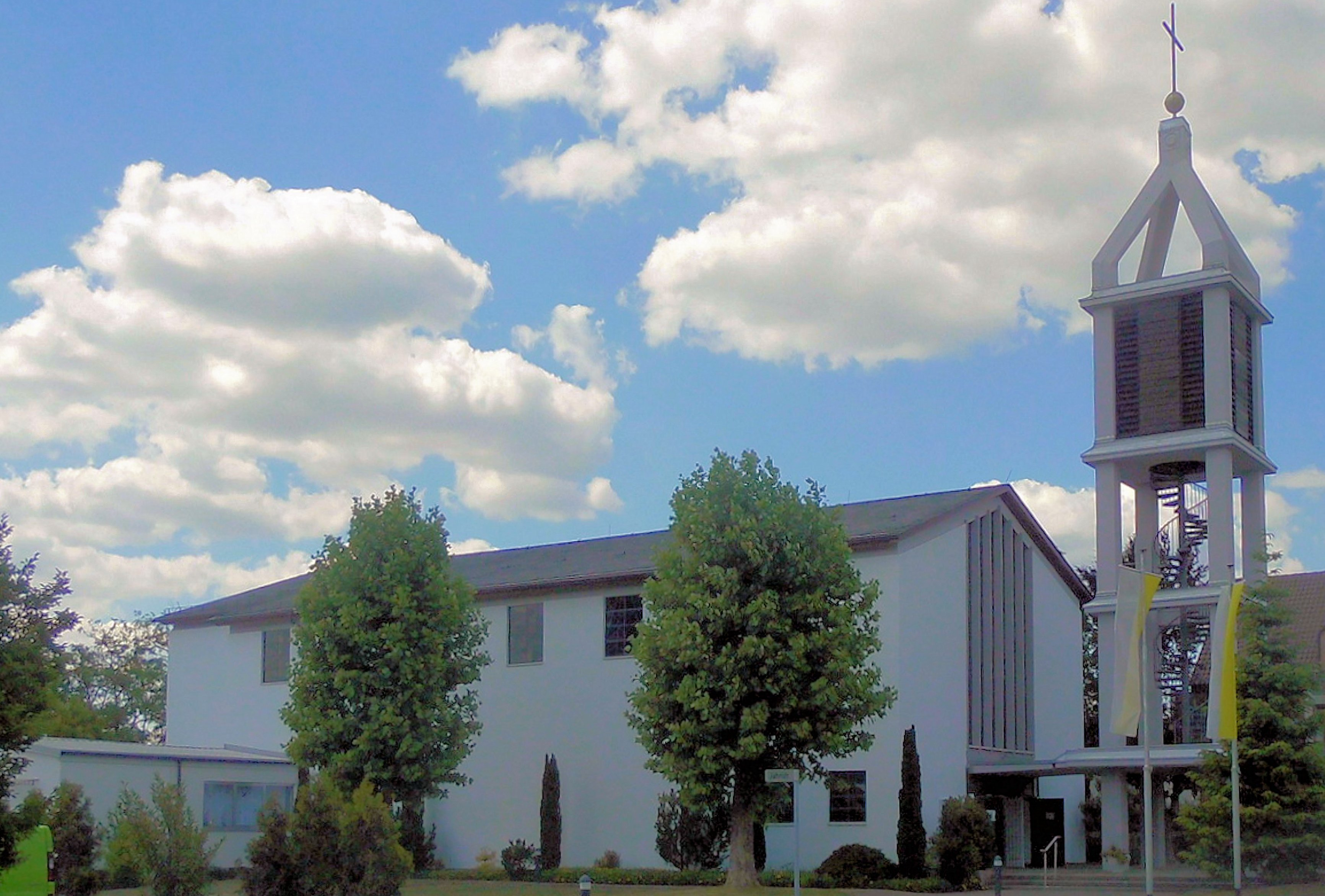
Kirche Maria Königin

Im Ortsteil Linkenheim befinden sich die Kirche Maria Königin der katholischen Pfarrei Linkenheim/Dettenheim, eine evangelische Kirche, eine Gemeinde des Liebenzeller Gemeinschaftsverbandes und eine Neuapostolische Kirche. Hochstetten hat eine evangelische Kirche und eine der ältesten freien evangelischen Gemeinden in Süddeutschland. Landeskirchliche Gemeinschaften spielen eine große Rolle. Die CVJM Linkenheim und Hochstetten gehören aufgrund ihrer Jugendarbeit zu den bedeutendsten Vereinen des CVJM in der ganzen Umgebung. 2006 wurde das charismatische „czhardt“ gegründet. Das spiegelt auch ungefähr die Konfessionenverteilung wider: Es gibt mehr als doppelt so viele Protestanten wie Katholiken. 2000 eröffnete in Linkenheim-Hochstetten der erste Ostergarten Deutschlands.

## Politik

### Gemeinderat
Der Gemeinderat hat 18 ehrenamtliche Mitglieder, die für fünf Jahre gewählt werden. Hinzu kommt der Bürgermeister als stimmberechtigter Vorsitzender des Gemeinderats.
Die Kommunalwahl 2024 führte zu folgendem Ergebnis (in Klammern: Unterschied zu 2019):

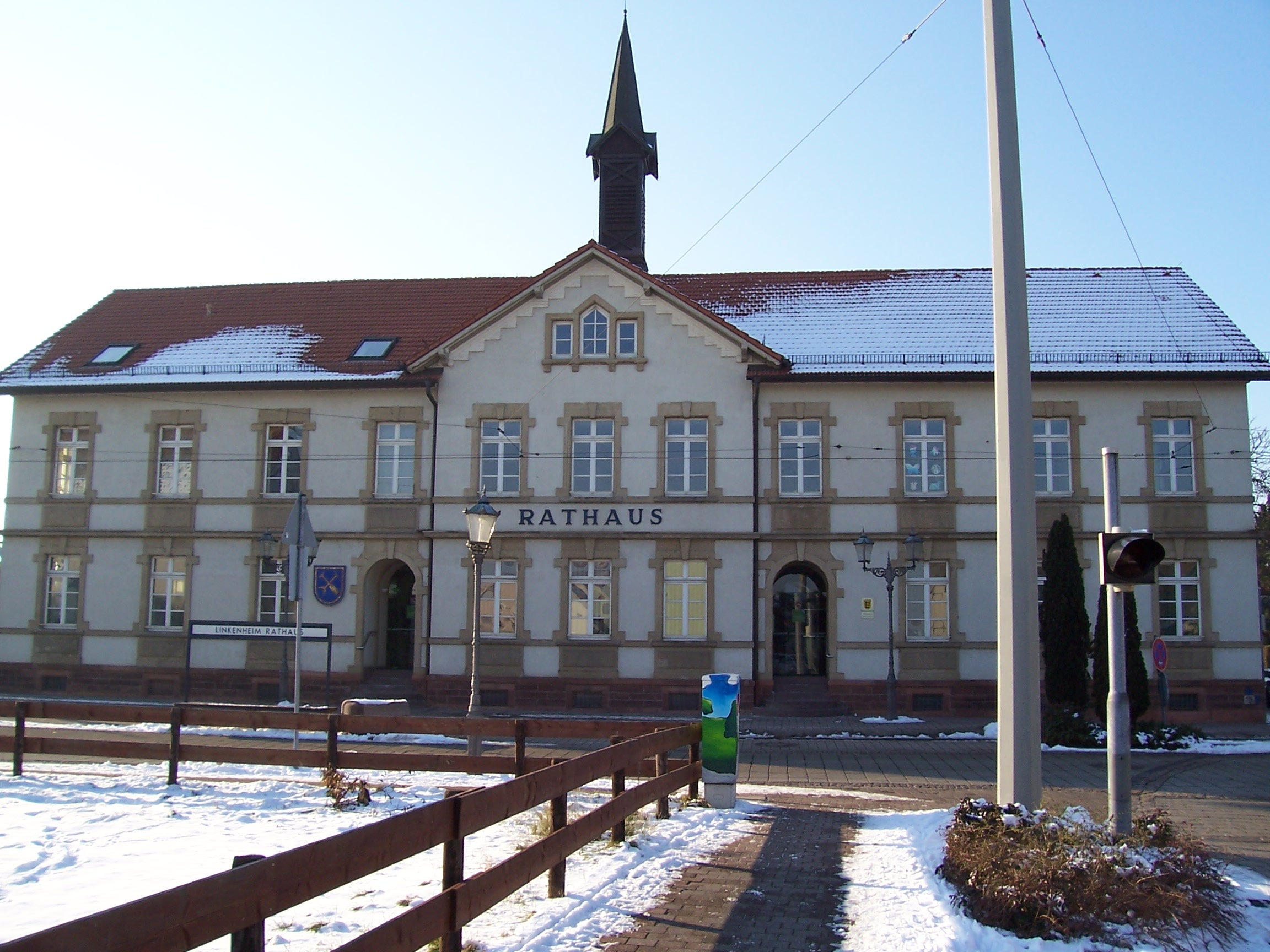
Rathaus Linkenheim-Hochstetten

| Gemeinderat 2024               | Gemeinderat 2024 | Gemeinderat 2024 | Gemeinderat 2024 | Gemeinderat 2024 |
| Partei / Liste                 | Stimmenanteil    | Sitze            |                  |                  |
| ------------------------------ | ---------------- | ---------------- | ---------------- | ---------------- |
| Freie Wähler                   | 35,4 % (+4,7)    | 6 (±0)           |                  |                  |
| CDU                            | 25,1 % (+2,0)    | 5 (+1)           |                  |                  |
| Grüne                          | 14,3 % (−3,6)    | 3 (±0)           |                  |                  |
| SPD                            | 13,4 % (−2,9)    | 2 (−1)           |                  |                  |
| FDP                            | 11,8 % (−0,2)    | 2 (±0)           |                  |                  |
| Wahlbeteiligung: 63,5 % (+1,2) |                  |                  |                  |                  |

### Bürgermeister
Am 1. Februar 2015 wurde Michael Möslang (CDU) mit 67,5 Prozent der Stimmen zum Bürgermeister von Linkenheim-Hochstetten gewählt. Die Wahlbeteiligung lag bei 54,3 Prozent. Am 29. Januar 2023 wurde er mit 94 Prozent der Stimmen für eine zweite Amtszeit wiedergewählt. Die Wahlbeteiligung lag bei 44,8 Prozent.

### Wappen
Blasonierung: „In Blau mit goldenem Innenbord schräggekreuzt eine goldene Schifferstange und ein goldenes Ruder.“

### Gemeindepartnerschaften
Linkenheim-Hochstetten pflegt seit dem 29. Mai 1966 eine Städtepartnerschaft mit Jarny in Frankreich. Seit dem 14. September 1990 besteht zudem eine Partnerschaft mit der Stadt Gröditz in Sachsen, die informell (erstes Treffen der Bürgermeister) bereits 1984 begann.

## Wirtschaft und Infrastruktur

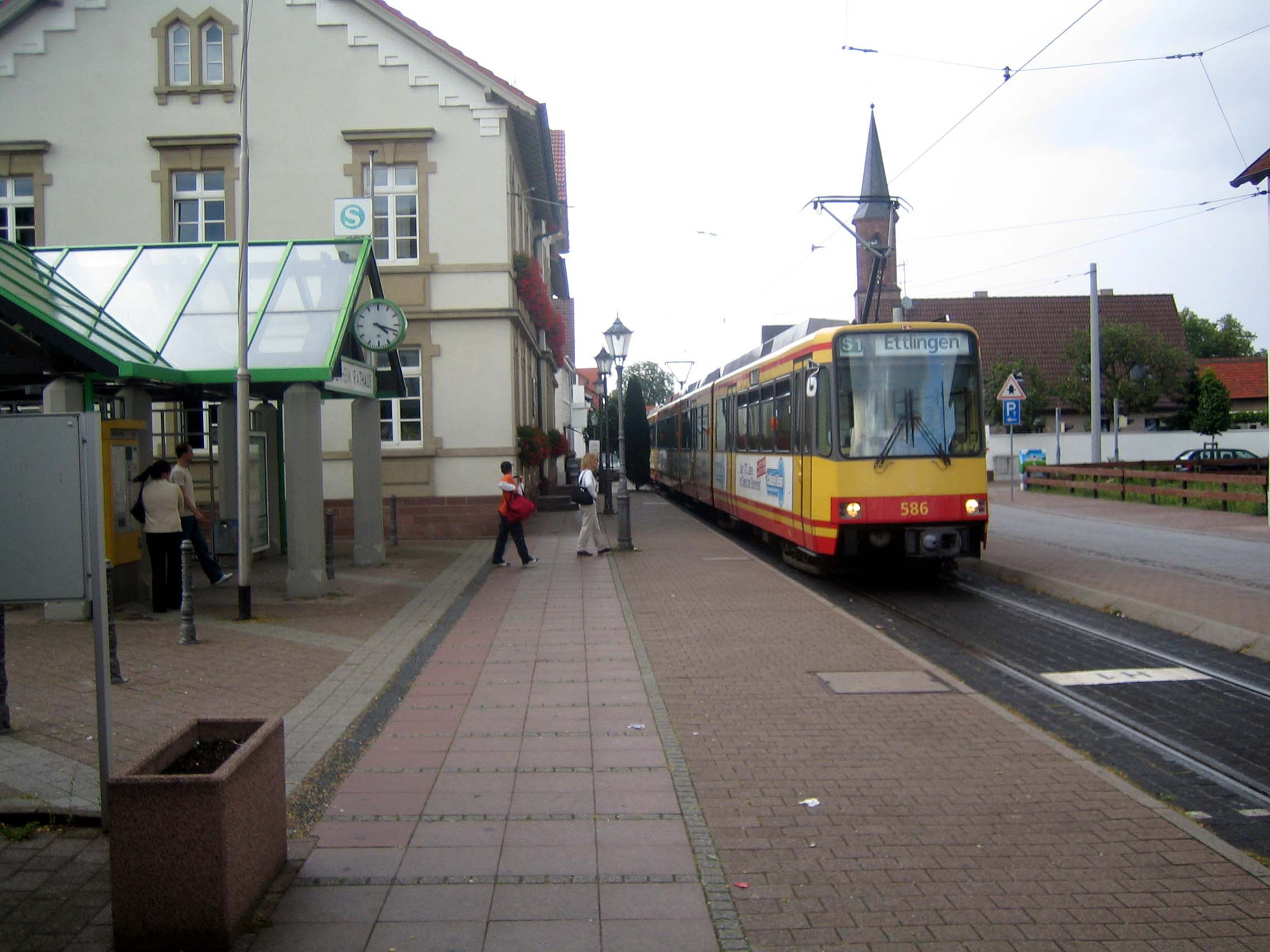
Haltestelle „Linkenheim Rathaus“

### Verkehr
Die Gemeinde liegt an der Bundesstraße 36 (Mannheim – Lahr/Schwarzwald) und auf der Hardtbahn verkehren die S1 und die S11 der Stadtbahn Karlsruhe. Auf dieser Linie werden ausschließlich Bahnen der Baureihe NET 2012 eingesetzt.
Durch eine Alltagsroute aus dem Radnetz Baden-Württemberg sind Linkenheim und Hochstetten über Eggenstein-Leopoldshafen mit Karlsruhe verbunden und in der anderen Richtung über Graben-Neudorf und Waghäusel mit Hockenheim und Schwetzingen.
Durch das Gemeindegebiet verläuft die rechtsrheinische Variante des Rheinradwegs, die aber zwischen Karlsruhe und der Höhe von Speyer nicht ausgeschildert ist.
Zusätzlich besitzt der Ort einen kleinen Flugplatz (Sonderlandeplatz Linkenheim (EDRI)) für Kleinflugzeuge (bis 2 t). Es sind aber auch schon größere Transportflugzeuge gelandet.

### Bildung
In der Gemeinde gibt es die Grundschule Hochstetten, die Grund- und Hauptschule mit Werkrealschule Linkenheim, die Realschule Linkenheim sowie die Förderschule für Lernbehinderte Albert-Schweitzer-Schule. Seit 2008 gibt es außerdem eine christliche Bekenntnisschule, die Christliche Schule Hardt.
Die Volkshochschule in Linkenheim-Hochstetten ist eine öffentliche Einrichtung der Weiterbildung. Sie steht als Außenstelle unter der Rechtsträgerschaft des gemeinnützigen Vereins Volkshochschule im Landkreis Karlsruhe. Nach ihrem satzungsgemäßen Auftrag widmet sie sich neben der Erwachsenenbildung auch den Aufgaben der Jugendbildung.

### Freiwillige Feuerwehr
Die Freiwillige Feuerwehr Linkenheim-Hochstetten existiert seit der Gemeindereform. Sie entstand aus den zuvor selbstständigen Feuerwehren aus Linkenheim und Hochstetten. Im Jahre 2006 wurde das neue Feuerwehrhaus übergeben. Damit konnten die beiden Feuerwehrhäuser in Linkenheim und Hochstetten aufgegeben werden. Die Baukosten beliefen sich auf 3,3 Millionen Euro.

### Freizeit
An Freizeiteinrichtungen gibt es den von einem Verein privat betriebenen und 1974 gegründeten Vogelpark Linkenheim mit aktuell (2018) ca. 70 Arten.
Es gibt insgesamt drei Anglervereine in der Gemeinde. Der Anglerverein Linkenheim e. V. beteiligt sich an der vom Landesfischereiverband Baden-Württemberg organisierten Ausbildung zur Erlangung des staatlichen Fischereischeines.
Die Kungelhexen e. V. sind der erste Verein in Linkenheim, der das traditionelle Brauchtum der schwäbisch-alemannischen Fasnet pflegen, fördern und erhalten will.

## Sport

### Basketball
Die Damen-Mannschaft des Basketballvereins Linkenheim-Hochstetten e. V. spielt in der Landesliga. Die Herren-Mannschaft spielt in der Bezirksliga.

### Fußball
Der FV Linkenheim spielt seit der Saison 2010/2011 wieder in der Kreisliga. Der FV Hochstetten spielt wiederum in der Kreisklasse A. Ein sportlicher Höhepunkt für den FV Linkenheim ist der jährlich ausgetragene U19-Indoor-Cup.

### Handball
Die HSG Linkenheim-Hochstetten-Liedolsheim, auch Hardttigers genannt, besteht aus den drei alten Handballabteilungen des TV Linkenheim, TV Liedolsheim und des TV Hochstetten. Die HSG Li-Ho-Li spielt seit der Saison 2017/2018 in der Landesliga.

### Reiten
Die Reitsportgruppe (RSG) Linkenheim-Hochstetten besteht seit 1979. Lange Zeit wurden in Linkenheim auf der Anlage des Hubertushofes Baden auch schwere Turniere ausgetragen. Auf der Reitanlage wird Reitunterricht in Dressur und Springen sowie Voltigieren und therapeutisches Reiten angeboten.

## Persönlichkeiten

### Söhne und Töchter der Gemeinde
- Albert Muth (1848–1922), badischer Oberamtmann und stellvertretender Landeskommissär
- Hermine Maier-Heuser (1882–1968), Dichterin
- Hannes Butzer, Komponist und Produzent

### Personen, die vor Ort gewirkt haben
- Gerhard Herdegen (1926–2014), Rechtswissenschaftler und Vorsitzender Richter am Bundesgerichtshof, starb vor Ort
- Helmut Kafka (* 1940), ehemaliger Fußballspieler und -trainer, wohnt vor Ort
- Irina Wittmer (* 1953), Schriftstellerin, wuchs in Linkenheim auf
- Christian Pampel (* 1979), deutscher Volleyball-Nationalspieler, aufgewachsen in Linkenheim